# Rhabdoweisia lindigiana
Rhabdoweisia lindigiana là một loài rêu trong họ Rhabdoweisiaceae. Loài này được (Hampe) Mitt. mô tả khoa học đầu tiên năm 1869.